# Kostomuksza
Kostomuksza (fiń. Kostamus, ros. Костомукша) – miasto w północno-zachodniej Rosji, na terenie wchodzącej w skład tego państwa Republiki Karelii.

## Położenie
Kostomuksza leży w Rejonie miejskim Kostomukszy, w pobliżu jeziora Kostomuksza, od którego wzięła nazwę, kilkanaście kilometrów od granicy z Finlandią.

## Historia
Kostomuksza powstała w 1977 r. jako osada typu miejskiego zbudowana w związku z budową kombinatu powstałego w celu eksploatacji lokalnych złóż rudy żelaza. Szybki rozwój i wzrost liczby mieszkańców spowodowały, iż w 1983 r. miejscowość otrzymała prawa miejskie.

## Ludność
Kostomuksza liczy 29761 mieszkańców (1 stycznia 2005 r.). Jest ona jedynym miastem na terenie rejon miasta Kostomuksza i skupia niemal całość (98%) ludności tej jednostki podziału administracyjnego. Zdecydowaną większość populacji stanowią Rosjanie.
Po gwałtownym przyroście populacji miasta w latach 80. ostatnio widoczny jest pewien ubytek liczby mieszkańców, nie jest on jednak tak wyraźny, jak w wielu innych miastach Karelii. Od połowy lat 90. miasto utraciło niespełna 5% mieszkańców.
Zmiany liczby mieszkańców miasta
| rok  | mieszkańcy (w tys.) |
| ---- | ------------------- |
| 1979 | 4,3                 |
| 1989 | 30,4                |
| 1992 | 31,5                |
| 1996 | 31,6                |
| 1998 | 31,5                |
| 2000 | 31,8                |
| 2001 | 31,9                |
| 2003 | 29,7                |
| 2005 | 29,8                |

## Gospodarka
Po rozpadzie Związku Radzieckiego gospodarka miasta, jak i całej Karelii znalazła się w kryzysie, jednak nie jest on tak głęboki, jak pozostałych częściach kraju, a to dzięki relatywnie dobrej koniunkturze na lokalne produkty a także bliskości granicy z Finlandią.
Kostomuksza jest jednym z centrów gospodarczych Karelii. W mieście znajduje się przemysł hutniczy i związany z eksploatacją rud żelaza, który jest podstawą lokalnej gospodarki a także drzewny, celulozowo-papierniczy oraz lekki. W miejscowości zlokalizowane są także zakłady przemysłu spożywczego, zatrudniające zwykle niewielką liczbę osób i  produkujące na potrzeby lokalnego rynku.
Istotne znaczenie w gospodarce miasta odgrywają szeroko rozumiane usługi.
W mieście ma siedzibę zarząd Parku Narodowego „Kalewalskij”.